# Benoitia rhodesiae
Benoitia rhodesiae là một loài nhện trong họ Agelenidae.
Loài này thuộc chi Benoitia. Benoitia rhodesiae được Mary Agard Pocock miêu tả năm 1901.